# Mats Ericson
Mats Gunnar Ericson (ur. 20 września 1964 w Sztokholmie) – szwedzki narciarz alpejski, dwukrotny olimpijczyk.

## Osiągnięcia

### Igrzyska olimpijskie
| Miejsce | Dzień     | Rok  | Miejscowość | Konkurencja | Czas biegu  | Strata  | Zwycięzca            |
| ------- | --------- | ---- | ----------- | ----------- | ----------- | ------- | -------------------- |
| 14.     | 22 lutego | 1992 | Albertville | Slalom      | 1:48,01 min | +3,62 s | Finn Christian Jagge |
| 13.     | 27 lutego | 1994 | Lillehammer | Slalom      | 2:05,49 min | +3,47 s | Thomas Stangassinger |

### Mistrzostwa świata juniorów
| Miejsce | Dzień   | Rok  | Miejscowość | Konkurencja | Czas biegu  | Strata   | Zwycięzca     |
| ------- | ------- | ---- | ----------- | ----------- | ----------- | -------- | ------------- |
| 40.     | 6 marca | 1982 | Auron       | Gigant      | 2:34,67 min | +10,00 s | Günther Mader |
| 6.      | 7 marca | 1982 | Auron       | Slalom      | 1:29,91 min | +2,02 s  | Johan Wallner |

### Puchar Świata

#### Miejsca w klasyfikacji generalnej
- 1990/1991: 24.
- 1991/1992: 91.
- 1992/1993: 67.
- 1993/1994: 120.